# Konojedský potok (přítok Úštěckého potoka)
Konojedský potok je menší vodní tok na pomezí Českého středohoří a Ralské pahorkatiny, levostranný přítok Úštěckého potoka v okrese Litoměřice v Ústeckém kraji. Délka toku měří 2 km, plocha povodí činí 5,13 km².

## Průběh toku
Potok pramení v severní části vsi Konojedy, části Úštěka, v nadmořské výšce 337 metrů a teče jižním směrem. Nedaleko kostela Nanebevzetí Panny Marie a zámku v Konojedech potok zprava přijímá Pohorský potok. Před ústím potok ještě zleva přijímá bezejmenný tok, na němž se nachází rybníky Zámecký a Dubičenský. Konojedský potok se v Dubičné, taktéž části Úštěka, zleva vlévá do Úštěckého potoka v nadmořské výšce 282 metrů.